# Кожанська селищна рада
Кожанська се́лищна ра́да — адміністративно-територіальна одиниця та орган місцевого самоврядування в Фастівському районі Київської області. Адміністративний центр — селище міського типу Кожанка.

## Загальні відомості
Кожанська селищна рада утворена в 1972 році.
- Територія ради: 53,81 км²
- Населення ради: 3059 осіб (станом на 2001 рік)
- Територією ради протікає річка Кам'янка.

## Населені пункти
Селищній раді підпорядковані населені пункти:
- смт Кожанка
- с. Софіївка
- с-ще Степове

## Склад ради
Рада складається з 20 депутатів та голови.
- Голова ради: Дзуєнко Миколай Іванович
- Секретар ради: Поспішна Наталія Олексіївна

### Керівний склад попередніх скликань
| Прізвище, ім'я, по батькові   | Основні відомості                                                                      | Дата обрання | Дата звільнення |
| ----------------------------- | -------------------------------------------------------------------------------------- | ------------ | --------------- |
| Терещенко Анатолій Адольфович | Селищний голова, 1962 року народження, безпартійний                                    | 26.03.2006   | 01.02.2008      |
| Гапущенко Зоя Андріївна       | Селищний голова, 1950 року народження, позапартійна                                    | 30.11.2008   | 31.10.2010      |
| Дзуєнко Миколай Іванович      | Селищний голова, 1951 року народження, освіта середня спеціальна, член Партії регіонів | 31.10.2010   |                 |

Примітка: таблиця складена за даними сайту Верховної Ради України

### Депутати
За результатами місцевих виборів 2010 року депутатами ради стали:

#### За суб'єктами висування
| Суб'єкт висування                 | Кількість обраних депутатів | %  |
| --------------------------------- | --------------------------- | -- |
| Самовисування                     | 18                          | 90 |
| Політична партія «Сильна Україна» | 2                           | 10 |

#### За округами
| № округу                          | Прізвище, ім'я, по батькові    | Дата визнання обраним | Освіта             | Партійна приналежність                  | Відомості про обраного депутата                                             |
| --------------------------------- | ------------------------------ | --------------------- | ------------------ | --------------------------------------- | --------------------------------------------------------------------------- |
| Політична партія «Сильна Україна» |                                |                       |                    |                                         |                                                                             |
| 17                                | Поспішна Наталія Олексіївна    | 05.11.2010            | середня спеціальна | позапартійна                            | пенсіонер                                                                   |
| 19                                | Сіліч Тарас Григорович         | 05.11.2010            | середня            | член Політичної партії «Сильна Україна» | тимчасово не працює                                                         |
| Самовисування                     |                                |                       |                    |                                         |                                                                             |
| 1                                 | Сіродан Тетяна Віталіївна      | 05.11.2010            | середня            | позапартійна                            | ПП «САЖКО», продавець                                                       |
| 2                                 | Ничик Олександр Андрійович     | 05.11.2010            | середня            | позапартійний                           | пенсіонер                                                                   |
| 3                                 | Ільченко Світлана Іванівна     | 05.11.2010            | середня спеціальна | позапартійна                            | Кожанська мед амбулаторія, медсестра                                        |
| 4                                 | Шульга Світлана Іванівна       | 05.11.2010            | вища               | позапартійна                            | м. Фастів МВС ГУМВС України, старший інспектор охорони громадського порядку |
| 5                                 | Терещенко Марія Сергіївна      | 05.11.2010            | вища               | член Партії регіонів                    | Кожанська загальноосвітня школа І-ІІІ ст., вчител ь                         |
| 6                                 | Березовська Олена Миколаївна   | 05.11.2010            | вища               | позапартійна                            | ЦСССМ, головний спеціаліст                                                  |
| 7                                 | Сажно Андрій Євгенович         | 05.11.2010            | незакінчена вища   | позапартійний                           | приватний підприємець                                                       |
| 8                                 | Калініченко Наталія Павлівна   | 05.11.2010            | середня            | позапартійна                            | тимчасово не працює                                                         |
| 9                                 | Волинець Юлія Анатоліївна      | 25.04.2011            | середня спеціальна | член Партії регіонів                    | Кожанська селищна рада, касир                                               |
| 10                                | Гуща Броніслав Олександрович   | 05.11.2010            | середня            | позапартійний                           | «Юнівест Маркетинг», майстер                                                |
| 11                                | Сажно Володимир Андрійович     | 05.11.2010            | вища               | позапартійний                           | приватний підприємець                                                       |
| 12                                | Головчук Василь Євгенович      | 05.11.2010            | середня спеціальна | позапартійний                           | станція «Кожанка», начальник станції                                        |
| 13                                | Дудка Наталія Валентинівна     | 05.11.2010            | середня            | позапартійна                            | студентка                                                                   |
| 14                                | Куценко Юлія Юріївна           | 05.11.2010            | вища               | позапартійна                            | Фастівська ЦРЛ, лікар                                                       |
| 15                                | Пархоменко Ніна Петрівна       | 05.11.2010            | середня            | позапартійна                            | НАСК «ОРАНТА», страховий агент                                              |
| 16                                | Тарганчук Оксана Олександрівна | 05.11.2010            | вища               | член Політичної партії «Сильна Україна» | Кожанська селищна рада, землевпорядник                                      |
| 18                                | Малюк Жанна Андріївна          | 05.11.2010            | середня            | позапартійна                            | АТЗТФШП «Козак», оператор котельні                                          |
| 20                                | Кучинська Юлія Петрівна        | 05.11.2010            | середня            | позапартійна                            | студентка                                                                   |